# Montoz
Der Montoz ist ein 1328 m ü. M. hoher Bergrücken im Schweizer Jura. Der höchste Gipfel, der den Namen La Rochette trägt, liegt auf dem Boden der Berner Gemeinde Valbirse, rund 6 km östlich von Tavannes.

## Geographie
Der Höhenrücken des Montoz erstreckt sich über eine Länge von ungefähr 15 km in West-Ost-Richtung gemäss der allgemeinen Faltenstruktur des Juras in dieser Region. Im Mittel ist er rund 3 km breit. Begrenzt wird die Höhe des Montoz im Süden durch die Längsmulde von Péry (durchflossen von der Schüss, frz. Suze, und ihrem linken Seitenbach Terbez), im Westen durch den Einschnitt des Passübergangs Pierre Pertuis und im Norden durch das Talbecken des Vallée de Tavannes.
Gegen Osten ist die Begrenzung nicht klar definiert. Der eigentliche Montoz endet bei der Einsattelung des Hofes Oberbürenberg (1170 m ü. M.), jedoch wird die östliche Fortsetzung bis zur Höhe des Grenchenbergs ebenfalls der Montoz-Kette zugeordnet. Hier steigt der Höhenrücken bis auf maximal 1405 m ü. M. an. Die Höhe des eigentlichen Montoz besteht aus einem durchschnittlich 1250 m hohen Kamm, der von mehreren Gipfeln gekrönt wird, die 1300 m ü. M. knapp überschreiten.
Die steilen Flanken des Montoz sind mit dichten Buchen- und Tannenwäldern bestanden. Auf dem meist 0.5 bis 1 km breiten Kammbereich gibt es ausgedehnte Jurahochweiden sowie mehrere Bergbauernhöfe. Das Weideland wird durch die charakteristischen Trockenmauern eingegrenzt. Typisch für die Jurakämme sind auch die Dolinen, die an verschiedenen Orten auf dem Montoz vorkommen. Der Höhenrücken eignet sich für Wanderungen; der mehr als 10 km lange Kammwanderweg führt an mehreren Bergrestaurants vorbei.

## Geologie
In strukturgeologischer Hinsicht bildet der Montoz eine Antiklinale des Faltenjuras. Die westliche Fortsetzung dieser Antiklinale stellt die Montagne du Droit dar, nach Osten vereinigt sie sich mit der südlichsten Jurakette zur Weissenstein-Antiklinale. Die anstehenden kompetenten Gesteinsschichten der oberen Jurazeit (Malm) sind an verschiedenen Orten aufgeschlossen. Besonders der westliche Teil des Höhenrückens ist durch mehrere in die Flanken eingesenkte Erosionstäler untergliedert.